# Antíloc (historiador)
Antíloc (Antilochus Ἀντίλοχος) fou un historiador grec que va escriure un compendi de filòsofs grecs des del temps de Pitàgores fins a Epicur. És probablement la mateixa persona esmentada per Dionís d'Halicarnàs.